# ワイズマート

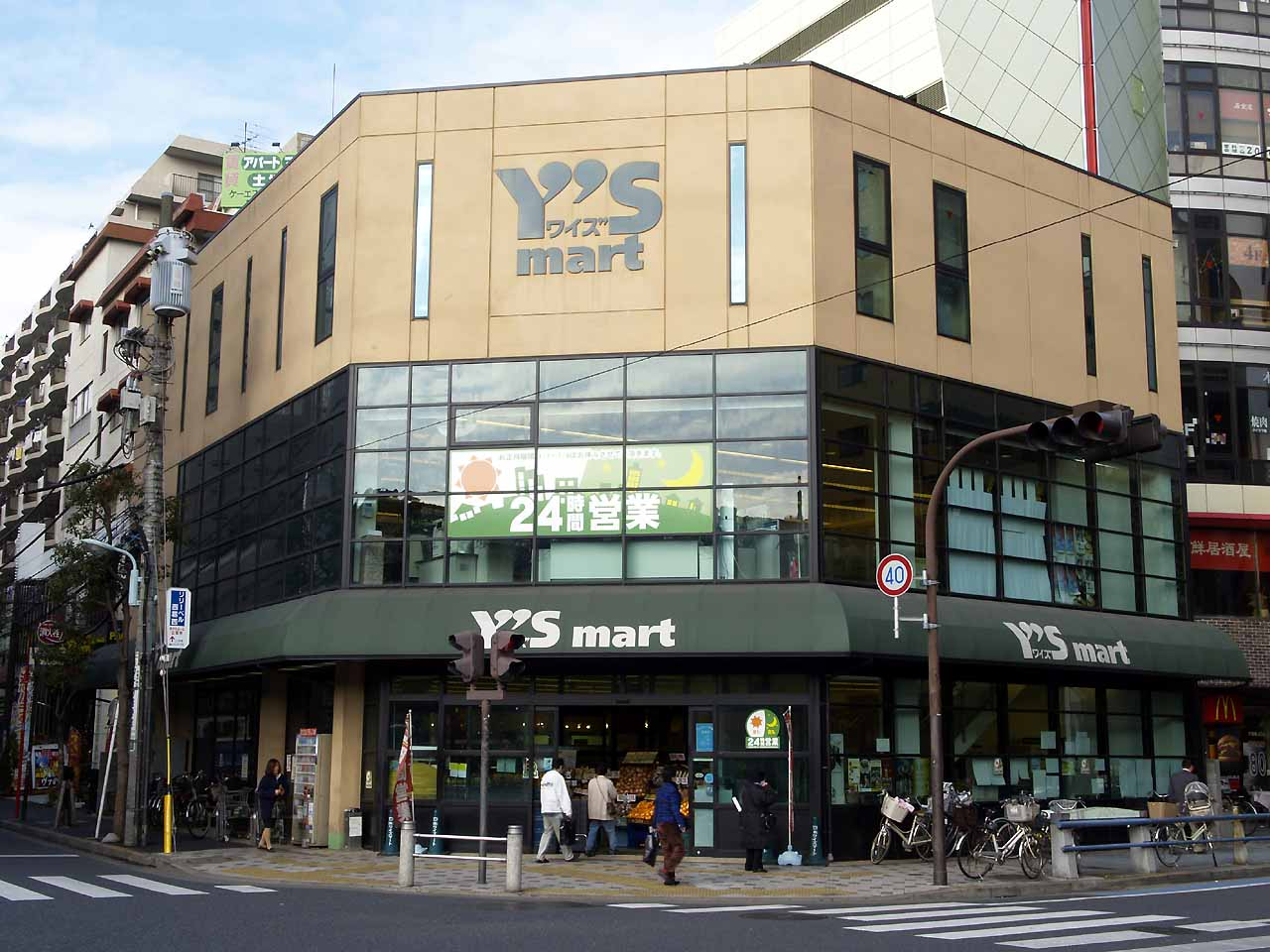
ワイズマート西葛西店

株式会社ワイズマートは、千葉県を営業基盤とするスーパーマーケット「Y'smart」を運営する企業。旧社名は吉野物産株式会社（よしのぶっさん）。

## 概要
東京都江戸川区で
1969年（昭和44年）5月1日に資本金200万円でボウリング場経営並びに不動産仲介業を目的として吉野物産株式会社を設立したのが始まりである。
1975年（昭和50年）1月に本店を千葉県浦安市に移転させ、食品中心のスーパーマーケットに進出。
1991年（平成3年）に酒類販売に進出し、ワイズリカーとして店舗展開。
1993年（平成5年）2月から同年12月に掛けて全店舗での生鮮食品の販売をテナントから直営に切り替え。
2001年（平成13年）6月に株式会社ワイズマートへ社名変更。

## 店舗
かつては、本社が所在する千葉県浦安市、近辺の市川市・船橋市・千葉市などのほか、東京地区では江戸川区・足立区など、主に城東・下町地域を中心に中小型店をドミナント出店してきた。具体的には、「広域商圏の大型店を作るよりも小商売圏の小型店を駅前中心1km〜2km圏に出店する」「駅前に夜遅くまで開いている便利なスーパー」を出店戦略としている。
出店店舗全店の一覧・詳細情報は公式サイト「お近くの店舗」を参照。

### かつて存在した店舗

#### 千葉県
- 堀江店（1994年（平成6年）10月開店[1]、浦安市堀江6-1-45[1]）
- ワイズリカー浦安南口店（1975年（昭和50年）3月開店[1]、浦安市北栄1-6-22[1]）
- 市川南店（1984年（昭和59年）7月開店[1]、市川市新田3-27-7[1]）
- 市川幸店（1987年（昭和62年）4月開店[1]、市川市幸2-10-18[1]）
- ワイズリカー南行徳店（1995年（平成7年）9月開店[1]、市川市南行徳3-2-23[1]）

#### 東京都
- 篠崎店（1997年（平成9年）5月開店[1]、江戸川区篠崎町7-27-19[1]）
- 篠崎八丁目店（1997年（平成9年）11月開店[1]、江戸川区篠崎町8-14-15[1]）
- ワイズリカー船堀店（1985年（昭和60年）6月開店[1]、江戸川区船堀76-1[1]）
- ワイズリカー南葛西店（1996年（平成8年）2月開店[1]、江戸川区南葛西4-2-17[1]）
- ワイズリカー大杉店（1998年（平成10年）8月開店[1]、江戸川区大杉2-12-13[1]）
- 花畑店（2000年（平成12年）10月開店[1]、足立区花畑4-38-8[1]）
- 南花畑店（2001年（平成13年）4月開店[1]、足立区南花畑2-6-1[1]）
- 赤羽アピレ店（2011年（平成23年）11月開店、北区赤羽西1-5-1）
- AKIBA_ICHI店（2006年（平成18年）3月開店、千代田区外神田４丁目１４−１）
- 蒲田店（2011年（平成23年）7月開店、2012年（平成24年）2月閉店、大田区蒲田5-44-5）